# Közművelődés

## Fogalma
Az aktív közösségi művelődést és a kulturális javak, szolgáltatások közvetítését végzi. Az egyének és közösségek művelődési aktivitását felkeltő, segítő feltétel és tevékenységrendszer, amely lehetőséget nyújt az önművelésre, a civil önszerveződésre, a közösségi művelődésre, az egész életen át tartó és az élet minden dimenziójára kiterjedő művelődésre.
Ön- és társadalomfejlesztő tevékenységrendszer, amelyben a művelődésszervezés, felnőttoktatás, kultúraközvetítés végső célja és tartalma az életminőség javítása és a humán erőforrás fejlesztése. A múltban és a jelenben létrehozott művelődési értékek a lakosság tömegeinek birtokába kerülnek, az életmód szerves részévé válnak; az elsajátítási folyamat alapvetően aktív, alkotó és közösségi tartalmú.
A települési önkormányzat a helyi társadalom művelődési érdekeinek és kulturális szükségleteinek figyelembevételével a helyi lehetőségek, sajátosságok alapján rendeletben határozza meg a közművelődési feladatokat és annak ellátói körét. A feladatellátás finanszírozásához a település lakosságszáma alapján számított állami támogatást, illetve a települési önkormányzat helyi adóbevételeit használhatja fel, a résztvevők befizetései, illetve pályázati finanszírozás elnyerése mellett. A feladatellátást a közművelődési statisztikai adatszolgáltatás teszi mérhetővé, a közművelődési szakfelügyelet ellenőrzi a törvényi kötelezettségek (állami normatíva felhasználása, foglalkoztatottak képesítési követelményeinek betartását, a pályázati források jogszerű és hatékony felhasználását) betartását, a közművelődés minőségirányítási rendszere auditálja a feladatellátás minőségét, a területi közművelődési szakmai szolgáltató szervezetek (Nemzeti Művelődési Intézet, Budapesti Művelődési Központ) támogatják a feladatellátás szakmai tartalmát.

## Feladatrendszere
Az ismeretszerző, az amatőr alkotó, művelődő közösségek tevékenységének támogatása. Az iskolarendszeren kívüli, öntevékeny, önképző, szakképző tanfolyamok, életminőséget és életesélyt javító tanulási, felnőttoktatási lehetőségek, népfőiskolák megteremtése.
A település környezeti, szellemi, művészeti értékeinek, hagyományainak feltárása, megismertetése, a helyi művelődési szokások gondozása, gazdagítása. A helyi társadalom kapcsolatrendszerének, közösségi életének, érdekérvényesítésének segítése.
A szabadidő kulturális célú eltöltéséhez a feltételek biztosítása.
Az egyetemes, a nemzeti, a nemzetiségi és más kisebbségi kultúra értékeinek megismertetése, a megértés, a befogadás elősegítése, az ünnepek kultúrájának gondozása. A különböző kultúrák közötti kapcsolatok kiépítésének és fenntartásának segítése.

## A múzeumi közművelődési koncepció
A muzeális intézmények is ellátnak közművelődési feladatokat.
A múzeumi közművelődési koncepció a múzeum tudományos koncepciójára épül. A közművelődési koncepció tartalmazza a múzeum gyűjteményeire, állandó és időszaki kiállításaira épített, a különböző célcsoportoknak szánt különféle szakmai, oktatási és szabadidős programtípusokat (múzeumpedagógiai tevékenység, rendezvényszervezés, közönségszolgálat, közönségkapcsolat stb.)

## Kormányzati irányítása
- Emberi Erőforrások Minisztériuma, Kultúráért Felelős Államtitkárság [1]

## A közművelődési intézmények típusai
A közművelődési intézmény gyűjtőfogalom, amelynek pontos tartalmát Magyarországon a közművelődési törvény (1997. évi CXL. törvény) határozza meg.
A fogalom alá a következő intézménytípusok tartoznak:
1. művelődési ház: a helyi közösségi művelődést szervező, legalább három közművelődési alapszolgáltatást biztosító közművelődési intézmény. Tevékenysége településrészre, kerületre, egy településre vagy több községre terjed ki.[2] Elnevezésében szerepelnie kell a „művelődési ház”, a „közösségi ház” vagy a „faluház” kifejezés valamelyikének.[3]
2. művelődési központ a helyi közösségi művelődést szervező, legalább öt közművelődési alapszolgáltatást biztosító közművelődési intézmény. Tevékenysége településrészre, kerületre, egy településre, több egymással határos településre vagy egy járásra terjed ki.[4] Elnevezésében szerepelnie kell a „művelődési központ” kifejezésnek.[5]
3. kulturális központ a közművelődési alapszolgáltatások teljes körét biztosító közművelődési intézmény. Tevékenysége feladatai települési, kerületi szintű biztosítása mellett több egymással határos járásra, egy vármegyére vagy több egymással határos vármegyére terjed ki.[6] Elnevezésében szerepelnie kell a „kulturális központ” vagy az „agóra” kifejezés valamelyikének.[7]
4. többfunkciós közművelődési intézményolyan közös igazgatású művelődési ház, művelődési központ vagy kulturális központ, amely a közművelődési alapszolgáltatások biztosítása mellett tevékenységének területén médiaszolgáltatási, sajtótermék-kiadási, turisztikai információ-szolgáltató feladatokat is ellát.[8] Eelnevezésében működési formájától függően szerepelnie kell a „művelődési ház”, a „művelődési központ” vagy a „kulturális központ” kifejezés valamelyikének.[9]
5. népfőiskola olyan nyitott tanulási, képzési közművelődési intézmény (művelődési ház, művelődési központ vagy kulturális központ), amelynek elsődleges tevékenysége az egész életre kiterjedő tanulás feltételeinek biztosítása, különösen a felnőtt korosztály számára szakmai képzések szervezése.[10]  Elnevezésében szerepelnie kell a „népfőiskola” kifejezésnek.[11]
6. népi kézműves alkotóház a tárgyalkotó népművészeti tevékenység színteréül szolgáló, jogi személyiséggel rendelkező közművelődési intézmény, amely a magyarországi hagyományos magyar és nemzetiségi, valamint a határon túli magyar népi kultúrának, hagyományoknak továbbéltetésével, komplex bemutatásával, oktatásával és megújításával kapcsolatos feladatokat lát el.[12] Elnevezésében szerepelnie kell a „népi kézműves alkotóház”, a „népi kézműves műhelygaléria” vagy a „népi kézműves nyitott műhely” kifejezés valamelyikének.[13]
7. gyermek- illetve ifjúsági ház olyan művelődési ház vagy művelődési központ, amelyben a különböző közművelődési alapszolgáltatások címzettje, az intézmény elsődleges használója a gyermek és az ifjúsági korosztály valamely csoportja vagy csoportjai.[14] Elnevezésében szerepelnie kell a „gyermekház”, az „ifjúsági ház” vagy a „gyermek- és ifjúsági ház” kifejezés valamelyikének.[15]
8. szabadidőközpont olyan művelődési ház, művelődési központ vagy kulturális központ, amely a közművelődési alapszolgáltatások biztosítása mellett a szellemi és a fizikai rekreációval kapcsolatos tevékenységet végez, és az ahhoz szükséges személyi és tárgyi feltételekkel rendelkezik.[16] A szabadidőközpont elnevezésében működési formájától függően szerepelnie kell a „művelődési központ”, a „szabadidőközpont” vagy a „művelődési- és szabadidőközpont” kifejezés valamelyikének.[16]

## A közművelődést érintő honlapok
Közművelődési fogalomtár http://www.erikanet.hu/system/adatbazis_fajl.php?fajl_id=92943&meret=5%5B%5D
Kulturális statisztikai rendszer
http://kultstat.emmi.gov.hu/ Archiválva 2014. május 15-i dátummal a Wayback Machine-ben
A közművelődés minőségirányítási rendszere
http://www.nmi.hu/hu/Szakmai/Targyevi-felhivas
Budapesti Művelődési Központ
Nemzeti Művelődési Intézet http://www.nmi.hu